# Dokonalá svatba

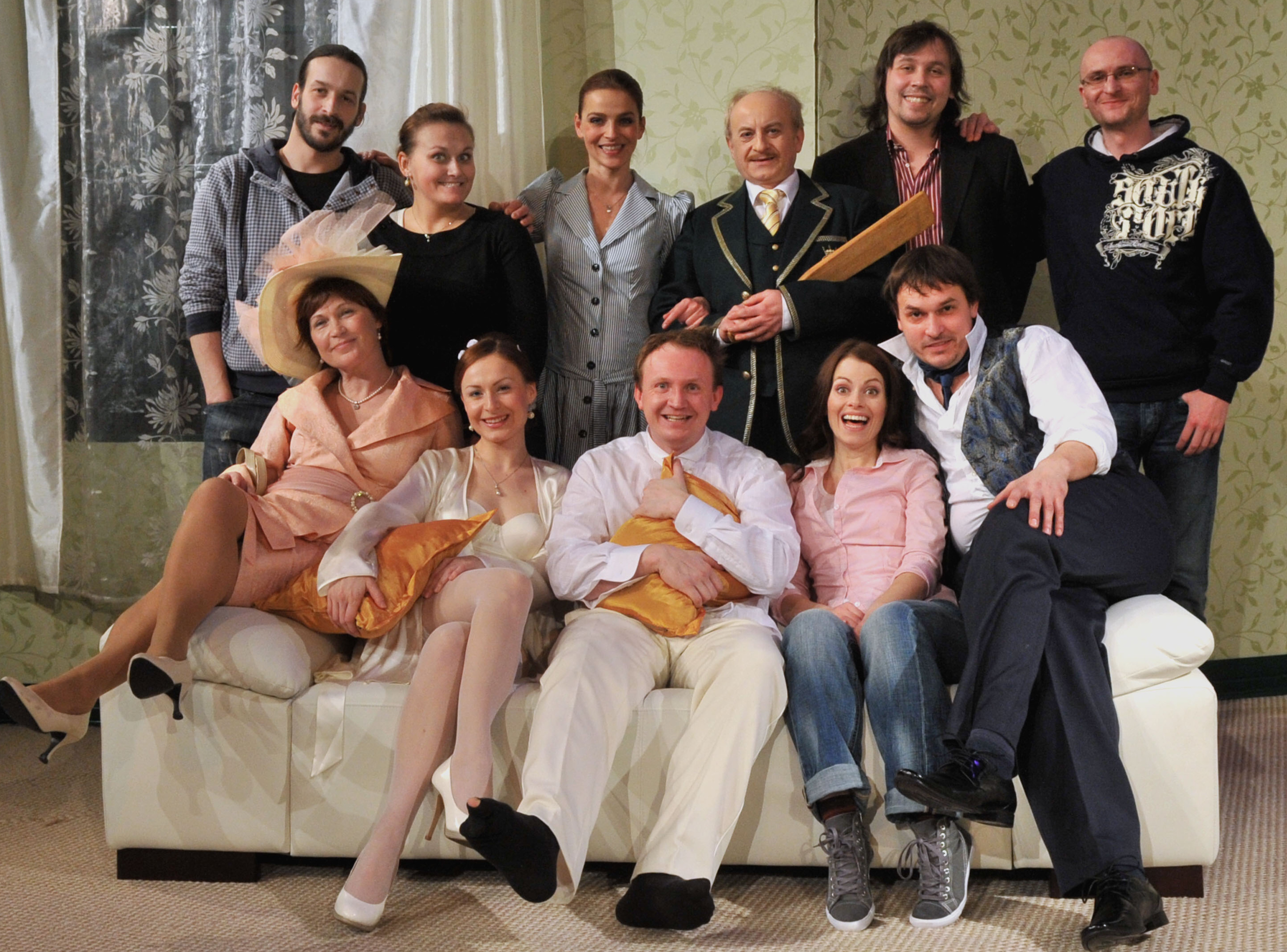
Dokonálá svatba v podání MdB

Dokonalá svatba (angl. Perfect Wedding) je anglická situační komedie britského dramatika Robina Hawdona, která měla premiéru roku 1994 a od té doby se objevuje na jevištích celé Evropy. Od 27. března 2010 do 11. ledna 2019 ji mělo na repertoáru i Městské divadlo Brno.

## Brněnská verze
Anglická „třeskutá komedie“ se v MdB odehrává na činoherní scéně 2 hodiny 20 minut s jednou dvacetiminutovou přestávkou. Scéna je rozdělena na dva pokoje a jsou hojně využívány dveře. Hlavní princip této hry spočívá v záměně ženských jmen.

### Děj
Bill s Ráchel jsou šťastný pár, který má před svatbou. Jenže den před svatbou se Bill probudí v hotelu s neznámou dívkou v posteli. Vůbec nic si bohužel nepamatuje, dívka však tvrdí, že se něco stalo. Musí přikročit k radikálnímu řešení, ukrýt dívku v koupelně. Se vším mu pomáhá jeho svědek Tom, který do této věci zaplete i nebohou pokojskou. Vše se musí dokonale utajit před nevěstou a její matkou. Nevěsta má již značné pochybnosti. Vše graduje i tím, že nebohý Tom zjistí, kdo že je ta neznámá dívka, co strávila noc s jeho nejlepším kamarádem. Vše nakonec skončí, tak jak se má.

### Obsazení

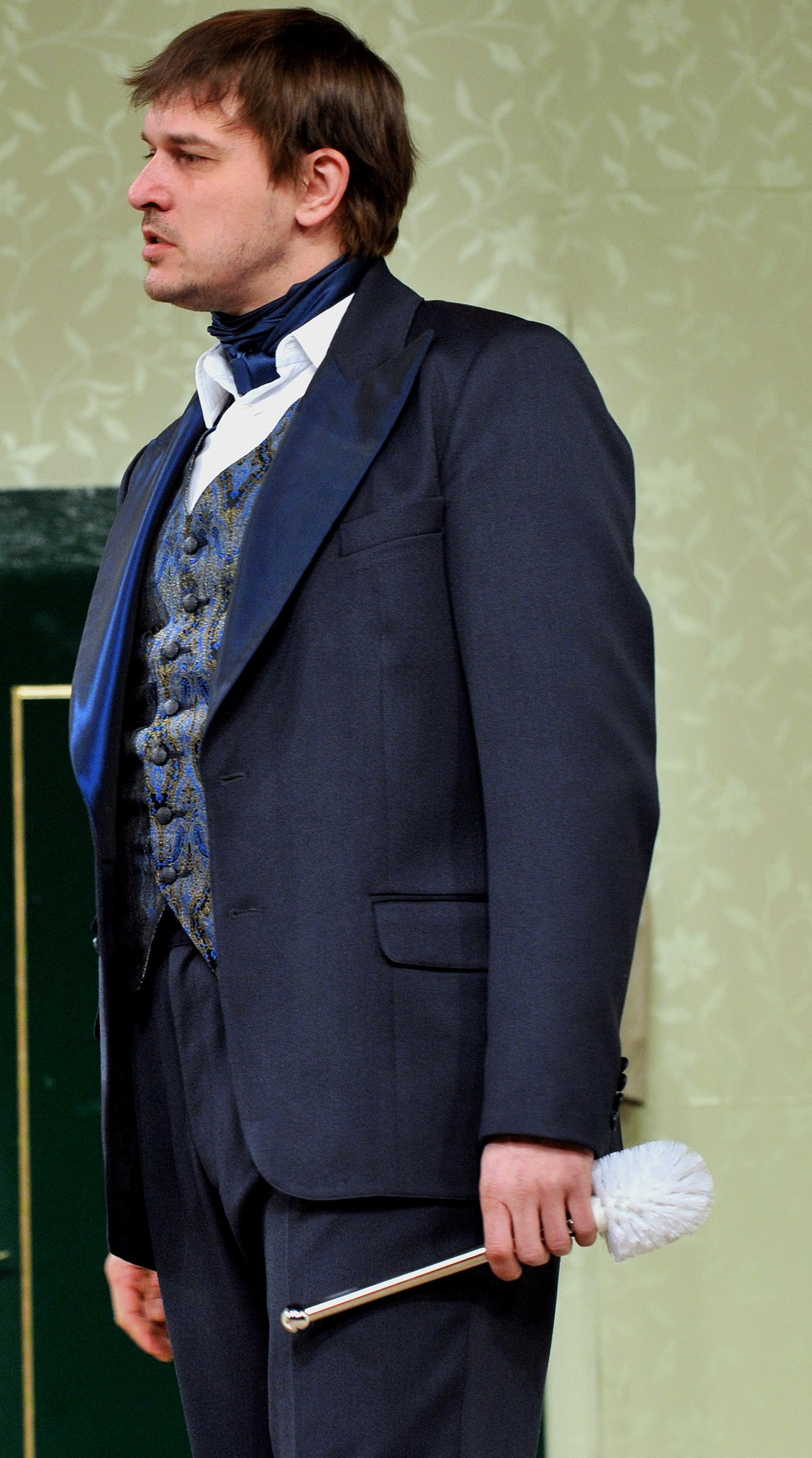
Tom v podání Petra Štěpána

| Lenka Janíková nebo Svetlana Janotová | Ráchel |
| Milan Němec                           | Bill   |
| Petr Štěpán                           | Tom    |
| Hana Holišová                         | Judy   |
| Lucie Zedníčková                      | Julie  |
| Irena Konvalinová                     | Dafné  |
| Zdeněk Bureš                          | Dupont |